# Pays sans chapeau

Pays sans chapeau est un récit de Dany Laferrière écrit et publié en 1996. L'histoire est racontée en Haïti alors que Dany Laferrière (appelé « Vieux Os » dans le livre) revient d'un exil de 20 ans (de 1976 à 1996) au Québec.
Dany Laferrière écrivit ce livre, qui est aussi un peu un journal personnel et une chronique quotidienne, lors de son retour en Haïti, en 1996.

## Retour d'exil
Le Pays sans chapeau est une expression haïtienne qui désigne l'au-delà en Haïti, parce que personne n'a jamais été enterré avec son chapeau.
Un récit qui nous emmène en voyage au pays des mangues et des grenades. Roman plein d'énergie malgré l'accumulation des malheurs de ce peuple, et soulève des interrogations. Ces malheurs sont-ils la volonté d'un Dieu ? Comment être chrétien et accepter une telle concentration de tragédie ? Quel Dieu peut-il s'acharner ainsi sur ce pays voué éternellement entre espoir et damnation ? A-t-on idée d'un pays si assoiffé de bonheur ?

## Contexte
Il était parti en 1976 à Montréal pour échapper aux troupes paramilitaires des Tontons macoutes qui cherchaient à l'assassiner, en raison de ses publications anti-gouvernementales et ses prises de positions contre la dictature de Bébé Doc, comme ils le firent à son ami journaliste Gasner Raymond, alors âgé de vingt-trois ans comme lui. À la suite de cet événement, craignant d'être « sur la liste », il quitta de manière précipitée Haïti pour Montréal, n'informant personne, à l'exception de sa mère, de son départ. Son père avait été exilé pour les mêmes raisons. Durant son absence, il laissa sa mère, sa tante et sa grand-mère derrière lui et ne leur donna aucune nouvelle durant 20 ans.
À son retour. il s'est rendu compte que tout là-bas lui manquait énormément. Il écrivit ce livre au jour le jour en Haïti.
C'est le septième livre de Dany Laferrière.